# Gustav Roßberg

Gustav Roßberg, um 1900

Theodor Gustav Oskar Roßberg (* 1. April 1838 in Berlin; † 15. November 1910 in Deutsch-Wilmersdorf) war ein preußischer Militärmusiker, Militärbeamter und Hochschullehrer.

## Leben
Roßberg war der uneheliche Sohn von Friederike Roßberg. Er trat im Alter von 18 Jahren als Militärmusiker in das 2. Garde-Regiment zu Fuß ein. Er nahm am Deutsch-Dänischen Krieg (1864), am Deutschen Krieg (1866) sowie am Deutsch-Französischen Krieg (1870/1871) teil. Nach der Schlacht bei Gravelotte („Schlacht bei Sankt Privat“) wurde er mit dem Eisernen Kreuz 1. Klasse, nach anderen Angaben 2. Klasse, ausgezeichnet.
1860 wurde Roßberg mit dem Aufbau eines Musikkorps für das 4. Garde-Regiment zu Fuß zu Fuß betraut. Er wurde 1861 Stabshoboist. 1878 wurde Roßberg Militärmusikdirigent und 1890 in Nachfolge Friedrich Wilhelm Voigts Armeemusikinspizient. Roßberg, selbst Geiger, setzte die Erweiterung der Musikkorps um einen Satz Streicher durch und erweiterten damit deren Repertoire. Er war weiterhin als Professor an der Königlichen Hochschule für Musik in Berlin tätig.
Zum 1. Oktober 1908 trat Roßberg in den Ruhestand. Sein Nachfolger als Armeemusikinspizient wurde Theodor Grawert.
Er starb im Alter von 72 Jahren in Deutsch-Wilmersdorf, heute zu Berlin gehörig.
Roßberg war ab 1861 mit Agnes Charlotte Wilhelmine, geb. Fechter (* 1838), verheiratet.

## Veröffentlichungen (Auswahl)
- Verzeichniss sämmtlicher Königlich Preussischer Armee-Märsche. Breitkopf & Härtel, Leipzig 1898 (staatsbibliothek-berlin.de).